# Yuri Shestak
Yuri Shestak –en ucraniano, Юрій Шестак– (Járkov, 26 de abril de 1993) es un deportista ucraniano que compite en boxeo.
Ganó dos medallas en el Campeonato Europeo de Boxeo Aficionado, oro en 2017 y bronce en 2022, ambas en el peso ligero.

## Palmarés internacional
| Campeonato Europeo | Campeonato Europeo | Campeonato Europeo | Campeonato Europeo |
| Año                | Lugar              | Medalla            | Categoría          |
| ------------------ | ------------------ | ------------------ | ------------------ |
| 2017               | Járkov (Ucrania)   | Medalla de oro     | 60 kg              |
| 2022               | Ereván (Armenia)   | Medalla de bronce  | 60 kg              |